# Каменка (Кропивинський округ)
Ка́менка (рос. Каменка) — село у складі Кропивинського округу Кемеровської області, Росія.

## Населення
Населення — 883 особи (2010; 883 у 2002).
Національний склад (станом на 2002 рік):
- росіяни — 86 %